# Burg Nürings
Als Burg Nürings ist der Rest einer Höhenburg auf 500 m ü. NHN direkt neben der Südseite der Burg Falkenstein im Naturschutzgebiet Burghain Falkenstein im Ortsteil Falkenstein von Königstein im Taunus im Hochtaunuskreis in Hessen bekannt.
Der noch erhaltene Turmstumpf wurde einer Salierzeitlichen Turmburg, einem quadratischen 12 mal 12 Meter großen Wohnturm, zugeschrieben. Neuere Untersuchungen (Grabung Müller 1997, Maß-Erhebung Erdmann 2002) machen jedoch wahrscheinlich, dass der sichtbare Mauerbestand in den Zeitraum zwischen Ende des 13. und Anfang des 15. Jahrhunderts und damit in die Zeit der Falkensteiner datiert.
Die Burg wurde im 11. Jahrhundert von den edelfreien Herren von Nürings (bzw. Norings) erbaut. Ein Jahrhundert später, 1171/72, starb das Geschlecht der Nüringer bereits aus. Spätere Besitzer waren die Herren von Bolanden. Philipp von Bolanden nannte sich seit dem 13. Jahrhundert nach der Burg Falkenstein am Donnersberg. Diese neue Falkensteiner Linie beseitigte die Reste der Burg Nürings und errichtete direkt daneben die Burg Neu-Falkenstein; diese ist zwar erst 1364 urkundlich nachweisbar, dürfte aber schon in der 2. Hälfte des 13. Jahrhunderts begonnen worden sein. Burg Nürings war im Osten durch einen steilen Felsabhang und nach der anderen Seite durch Wallgräben gesichert.